# Maria Malagardis
Maria Malagardis est une journaliste française née à Athènes en 1965,.  

## Biographie
Ses parents s'installent à Paris alors qu'elle a trois ans. Après des études à Sciences Po, elle couvre l'actualité africaine pour La Croix pendant de nombreuses années. Elle est ensuite la correspondante de Libération et de la BBC en Afrique du Sud durant quatre ans. Elle collabore depuis longtemps  avec Libération, Slate Afrique, Rue89 et divers magazines (tels Femme actuelle, Géo, Challenges ou encore la revue XXI), signant des articles tant en France qu'à l'étranger, comme dans le journal grec Kathimeriní.
En janvier 2023, un procès se déroule devant le tribunal correctionnel de Paris à la suite de la plainte déposée par Aloys Ntiwiragabo, l'ancien chef des renseignements militaire au Rwanda pendant le génocide de 1994 accusé de crime contre l'humanité pendant le génocide des Tutsi au Rwanda de 1994, contre Maria Malagardis pour « injures publiques » : elle est accusée de l'avoir comparé à un Nazi,. Le 15 mars, Malagardis est relaxée par la Cour.

## Publications
- Rwanda, le jour d'après, publié en novembre 1995 aux éditions Somogy (96 pages,  (ISBN 2-8505-6238-6)), cosigné avec Pierre-Laurent Sanner, est un livre de « récits et de témoignages au lendemain du génocide », comme le souligne son sous-titre.
- Des héros ordinaires, publié en avril 2009 (aux éditions Les Arènes et cosigné par Eva Joly) est constitué d'une série de portraits de gens qui combattent la corruption en Europe. Maria Malagardis est ainsi allée à la rencontre de journalistes bulgares menacés par la pègre locale et ses alliés politiques, d'un écologiste qui se bat à Naples contre l'emprise de la mafia sur le traitement des déchets, du président de la première commission anti-corruption jamais créée en Slovénie, ou d'un économiste britannique qui a découvert les paradis fiscaux de l'intérieur afin de mieux les combattre.
- Sur la piste des tueurs rwandais, publié en novembre 2012 (Flammarion) retrace l'histoire des fondateurs du Collectif des parties civiles pour le Rwanda, un couple franco-rwandais qui a décidé de partir à la recherche de ceux qui, soupçonnés d'avoir participé au génocide de 1994 au Rwanda, ont refait leur vie en France et profitent de l'inertie de la justice française.
- Avant La nuit, Talent Edition, publié le 3 avril 2024.